# Morti il 25 aprile
| Questa pagina contiene informazioni ricavate automaticamente dalle voci biografiche con l'ausilio del template Bio e di un bot. L'aggiornamento è periodico e automatico e ricostruisce completamente la pagina. Se manca una persona in questa lista, sei pregato di non aggiungerla, ma accertati piuttosto che la sua voce biografica contenga il template Bio e che i dati anagrafici siano correttamente compilati. Se il template Bio manca, inseriscilo tu stesso o, in alternativa, metti l'avviso {{tmp\|Bio}} che ne segnala la mancanza. Se i dati riportati sono sbagliati, correggi direttamente la voce biografica; le modifiche saranno visibili in questa lista entro pochi giorni. Per chiarimenti vedi il progetto biografie. La lista contiene solo le 494 persone che sono citate nell'enciclopedia e per le quali è stato implementato correttamente il template Bio. Pagina aggiornata al 17 ago 2025. |

## VIII secolo(1)
- 737 - Erminio di Lobbes, vescovo e abate franco

## X secolo(1)
- 974 - Raterio di Verona, vescovo, predicatore e scrittore belga

## XI secolo(2)
- 1074 - Ermanno I di Baden, nobile tedesco
- 1077 - Géza I d'Ungheria, re ungherese (n. 1040)

## XII secolo(3)
- 1112 - Waldric, vescovo cattolico e politico inglese
- 1180 - Gerasimo di San Lorenzo, religioso italiano (n. 1100)
- 1196 - Alfonso II d'Aragona, sovrano (n. 1157)

## XIII secolo(8)
- 1217 - Ermanno I di Turingia, nobile tedesco (n. 1155)
- 1218 - Franca da Vitalta, religiosa italiana (n. 1175)
- 1228 - Guido Pierleone, cardinale e vescovo cattolico italiano
- 1243 - Bonifacio di Valperga, vescovo cattolico italiano
- 1245 - Giovanni Teutonico
- 1264 - Roger de Quincy, conte (n. 1195)
- 1290 - Filippo Ciardelli, religioso italiano (n. 1203)
- 1295 - Sancho IV di Castiglia, sovrano spagnolo (n. 1258)

## XIV secolo(3)
- 1342 - Papa Benedetto XII, papa, vescovo cattolico e cardinale francese (n. 1285)
- 1362 - Muhammad VI di Granada, sultano (n. 1332)
- 1397 - Thomas Holland, II conte di Kent, conte inglese (n. 1350)

## XV secolo(6)
- 1402 - Jean de La Grange, vescovo cattolico, cardinale e politico francese
- 1405 - Bartolomeo Carafa, italiano
- 1445 - Domingo Ram y Lanaja, cardinale, arcivescovo cattolico e politico spagnolo (n. 1345)
- 1456 - Biagio Assereto, ammiraglio italiano
- 1472 - Leon Battista Alberti, architetto, scrittore e matematico italiano (n. 1404)
- 1491 - Onorato II Caetani, nobile e mecenate italiano (n. 1414)

## XVI secolo(6)
- 1507 - Elisabetta di Hohenzollern, nobile (n. 1474)
- 1513 - Edward Howard, ammiraglio britannico
- 1566 - Diana di Poitiers, nobildonna francese (n. 1500)
- 1583 - Ottavio Gonzaga, nobile e militare italiano (n. 1543)
- 1591 - Giovanni Gerolamo Albani, politico, giurista e cardinale italiano (n. 1509)
- 1595 - Torquato Tasso, poeta, scrittore e drammaturgo italiano (n. 1544)

## XVII secolo(21)
- 1603 - Giorgio Federico di Brandeburgo-Ansbach, nobile (n. 1539)
- 1603 - Gregorio di Valencia, umanista spagnolo (n. 1550)
- 1604 - Pietro de' Medici, nobile, generale e politico italiano (n. 1554)
- 1605 - Naresuan, militare siamese (n. 1555)
- 1607 - Jacob van Heemskerck, esploratore e ammiraglio olandese (n. 1567)
- 1635 - Giulio Federico di Württemberg-Weiltingen, duca (n. 1588)
- 1635 - Alessandro Tassoni, scrittore e poeta italiano (n. 1565)
- 1640 - Alessandro Donati, gesuita, poeta e filologo italiano (n. 1584)
- 1640 - Alessandro Rangoni, vescovo cattolico italiano (n. 1578)
- 1644 - Chongzhen, imperatore cinese (n. 1611)
- 1647 - Mattia Galasso, generale italiano (n. 1584)
- 1652 - Jean-Pierre Camus, scrittore e vescovo cattolico francese (n. 1584)
- 1656 - Abaza Siyavush Pascià I, politico e militare ottomano
- 1666 - Giovanni Reinardo II di Hanau-Lichtenberg, nobile tedesco (n. 1628)
- 1667 - Pedro de San José de Bethencourt, religioso e santo spagnolo (n. 1626)
- 1675 - Claude Lefèbvre, pittore francese (n. 1637)
- 1679 - Andrzej Maksymilian Fredro, nobile polacco
- 1680 - Luisa di Anhalt-Dessau, nobildonna tedesca (n. 1631)
- 1687 - János Kájoni, compositore rumeno (n. 1629)
- 1687 - Ferdinando Alberto I di Brunswick-Lüneburg, duca (n. 1636)
- 1690 - David Teniers il Giovane, pittore fiammingo (n. 1610)

## XVIII secolo(17)
- 1704 - Anna di Anhalt-Bernburg, nobile (n. 1640)
- 1728 - Augusta Maria di Holstein-Gottorp, nobile tedesca (n. 1649)
- 1734 - Johann Konrad Dippel, alchimista tedesco (n. 1673)
- 1737 - Dmitrij Michajlovič Golicyn, politico russo (n. 1665)
- 1737 - Ivan Kirillovič Kirilov, geografo e cartografo russo (n. 1695)
- 1738 - Giacomo Laderchi, storico italiano (n. 1678)
- 1739 - Santiago de Murcia, chitarrista e compositore spagnolo (n. 1673)
- 1744 - Anders Celsius, fisico e astronomo svedese (n. 1701)
- 1747 - François Gigot de La Peyronie, medico francese (n. 1678)
- 1756 - Enrico Enriquez, cardinale e arcivescovo cattolico italiano (n. 1701)
- 1766 - Krishnaraja Wodeyar II, indiano (n. 1728)
- 1771 - Levin Adolph von Hake, politico tedesco (n. 1708)
- 1773 - Daniele Farlati, gesuita e storico italiano (n. 1690)
- 1790 - Maria Anna del Palatinato-Sulzbach, nobile tedesca (n. 1722)
- 1794 - Szymon Kossakowski, generale lituano (n. 1766)
- 1800 - William Cowper, poeta inglese (n. 1731)
- 1800 - Abel Seyler, banchiere, attore teatrale e regista teatrale svizzero (n. 1730)

## XIX secolo(57)
- 1805 - Anna Petrovna Lopuchina, nobildonna russa (n. 1777)
- 1806 - Rana Bahadur Shah, re nepalese (n. 1775)
- 1808 - Adamo Marcori, compositore italiano (n. 1763)
- 1808 - Luigi Tomasini, violinista e compositore italiano (n. 1741)
- 1814 - Innico Maria Guevara-Suardo, italiano (n. 1744)
- 1814 - Louis-Sébastien Mercier, scrittore e drammaturgo francese (n. 1740)
- 1817 - Joseph von Sonnenfels, romanziere e giurista austriaco (n. 1732)
- 1820 - Constantin-François de Chassebœuf de Volney, filosofo e orientalista francese (n. 1757)
- 1823 - Leopoldo Camillo Volta, storico italiano (n. 1751)
- 1827 - Carlotta di Sassonia-Meiningen, nobile (n. 1751)
- 1828 - François Benoît Hoffmann, drammaturgo e librettista francese (n. 1760)
- 1828 - Anton Francesco Menchi, cantastorie e poeta italiano (n. 1762)
- 1835 - François Tourte, archettaio francese (n. 1747)
- 1837 - Leopold von Plessen, politico tedesco (n. 1769)
- 1839 - Godefroy Engelmann, litografo francese (n. 1788)
- 1840 - Siméon-Denis Poisson, matematico, fisico e astronomo francese (n. 1781)
- 1841 - Antonio Domenico Gamberini, cardinale e vescovo cattolico italiano (n. 1760)
- 1844 - Étienne Estève, generale francese (n. 1771)
- 1845 - Alois Ugarte, politico e nobile boemo (n. 1784)
- 1847 - Martin Brimmer, imprenditore e politico statunitense